# 스튜어트 R. 슈람
스튜어트 레이놀즈 슈람(Stuart Reynolds Schram, 1924년 2월 27일 ~ 2012년 7월 8일)은 미국의 물리학자, 정치학자이자 중국 현대 정치 연구를 전문으로 하는 중국 학자이다. 그는 특히 마오쩌둥의 생애와 사상을 다룬 작품으로 유명했다.

## 생애
슈람은 1924년 미네소타주 엑셀시어, 미니애폴리스 외곽의 작은 호수 마을에서 태어났다. 둘 다 전문 직업을 가진 그의 부모는 그가 아주 어렸을 때 이혼했다. 슈람은 미네소타 대학교에 등록했으며 1944년에 우등으로 졸업 후 그는 미군에 징집되어 원자폭탄 개발을 담당하는 팀의 일원으로 시카고 맨해튼 프로젝트에 배정되었다. 프로젝트에 대한 작업에는 생성된 방대한 양의 데이터에 대한 정보 저장 시스템의 고안이 포함되었다.
제2차 세계대전 이 끝난 후 원자폭탄 개발에 대한 영향을 받은 그는 학업의 초점을 변경하기로 결정하고 뉴욕 컬럼비아 대학교에서 정치학 박사 과정을 공부했다. 프랑스 개신교의 정치행태에 관한 논문을 위한 연구를 위해 프랑스로 건너가 박사학위를 받은 뒤 프랑스로 건너갔다.

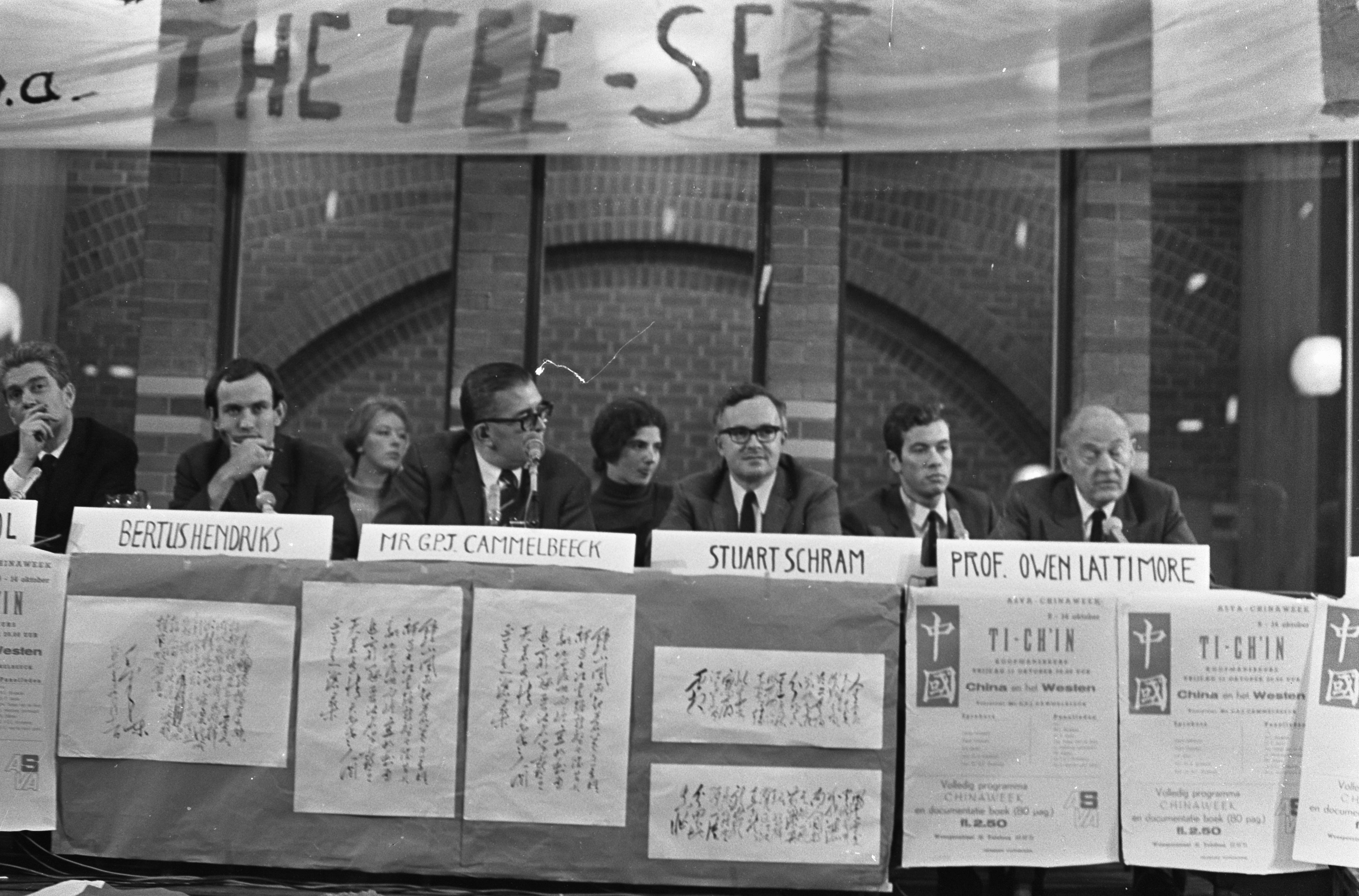
슈람과 래티모어 (암스테르담, 1967)

1950년대 초에 동베를린과 서베를린에 대해 여러 글을 썼다. 비록 이 기사들이 동독 정권을 명백히 지지하지는 않았지만, 그의 여권을 철회한 미 국무부의 관심을 끌었다. 미네소타 상원의원 휴버트 험프리에게 여러 차례 편지를 보낸 후 슈람은 1955년 여권을 되찾았다. 1954년부터 1967년까지 그는 파리 정치 대학에서 연구를 수행했지만 비 프랑스 시민으로서 그는 교수가 되거나 박사 학위 논문을 감독할 수 없었다.
1950년대 후반에 그는 중국 정치에 관심을 돌리고 주요 출처에 대한 연구의 기반을 마련하기 위해 중국어를 배우기 시작했다. 마오쩌둥에 대한 연구에 중점을 두었다.
1966년 펭귄 북스는 마오에 대한 그의 중요한 전기를 출판했다. 이 작품은 그를 현대 중국 연구의 신흥 분야에서 두각을 나타내었다. 런던의 SOAS(School of Oriental and African Studies)는 슈람에게 자리를 제공했다.
1989년 그는 SOAS에서 은퇴하고 미국으로 돌아왔다. 그는 1989년 5월 베이징에 있을 때 영국 대사관에 분석을 제공하고 덩샤오핑이 천안문 광장의 학생들을 폭력적으로 탄압할 것이라고 예측했다.
하버드 대학교 페어뱅크 중국 연구 센터 소장 인 로드릭 맥파콰르 의 초청으로 마오쩌둥의 혁명 저술집 10권의 번역과 편집 작업을 시작했으며 그 중 7권이 사망하기 전에 출판되었다. 2015년에 8권이 출판되었다.
그는 뇌졸중으로 2012년 7월 프랑스에서 사망했다. 유족으로는 1972년 결혼한 아내 마리-애닉 랜슬롯과 그의 아들 아서가 있다.
슈람은 1960년대와 1970년대에 마오쩌둥에 대한 서양의 이해에 큰 영향을 미쳤다. 베이징에서 공식적으로 입수 가능한 출처에 대한 해석과 함께 새로운 자료에 대한 그의 번역은 정부 분석가와 일반 대중에게 통찰력을 제공했다.
마오쩌둥에 대한 슈람의 글은 1960년대와 1970년대에 프랑스어와 독일어로 번역되었고, 마오쩌둥에 대한 그의 작업은 1990년대 이후 중화인민공화국에서 일종의 부흥을 일으켰다. 

## 참고 문헌/각주
1. ↑  “Commencement Exercises Winter Quarter 1944” (PDF). University of Minnesota. 1944. 2014년 8월 12일에 원본 문서 (PDF)에서 보존된 문서.
2. 1 2 3 4  Yardley, William (2012년 7월 21일). “Stuart R. Schram, Nuclear Physicist and Mao Scholar, Dies at 88”. 《New York Times》. 2012년 7월 28일에 확인함.
3. 1 2  Schram, Stuart R.; Hodes, Nancy Jane (1992). 《Mao's Road to Power: From the Jinggangshan to the establishment of the Jiangxi Soviets, July 1927-December 1930》. M. E. Sharpe. 772쪽. ISBN 9781563248917.
4. ↑  “China: UKE Beijing to FCO ("Chinese Internal Situation") [US believes "Chinese Government has decided that there is no way to avoid bloodshed"] [declassified 2016] | Margaret Thatcher Foundation”. 《www.margaretthatcher.org》. 2019년 9월 14일에 확인함.
5. ↑  Mao, Zedong (2015). 《Mao's Road to Power: Revolutionary Writings: Volume VIII》. Routledge. ISBN 9780765643353.
6. ↑  MacFarquhar, Roderick (December 2012). “Stuart Reynolds Schram, 1924–2012”. 《China Quarterly》 212 (212): 1099–1122. doi:10.1017/S0305741012001518.